# ديني لين
ديني لين (بالإنجليزية: Denny Laine) هو مغن مؤلف ومغني وعازف قيثارة وكاتب أغاني وملحن بريطاني، ولد في 29 أكتوبر 1944 في برمنغهام في المملكة المتحدة.

## وصلات خارجية
- ديني لين على موقع IMDb (الإنجليزية)
- ديني لين على موقع ميوزك برينز (الإنجليزية)
- ديني لين على موقع إن إن دي بي (الإنجليزية)
- ديني لين على موقع أول ميوزيك (الإنجليزية)
- ديني لين على موقع ديسكوغز (الإنجليزية)